# Teilbandkodierung
Die Teilbandkodierung (bzw. engl. sub-band coding) ist eine auf dem shannonsschen Abtasttheorem basierende Technik zur Audiodatenkompression. Dabei wird das digitale Signal in verschiedene Frequenzbänder aufgeteilt. Jedes Teilband wird abhängig von seinem Signalpegel kodiert. Dadurch gehen vorrangig vom Ohr nicht wahrnehmbare Signalanteile verloren (Maskierungseffekt, das heißt von lauten Tönen überlagerte sehr leise Töne).
Teilbandkodierung wird unter anderem für die Kodierung nach den MPEG-Audiostandards (zum Beispiel MP3, MPEG-1) verwendet.